# Kingman, Arizona
Kingman är en stad (city) i nordvästra Arizona, USA. Staden är administrativ huvudort (county seat) i  Mohave County. Invånarantalet år 2000 var 20.069. Inklusive närbelägna Golden Valley och Butler är Kingmans totala folkmängd omkring 40 000.
Kingman ligger vid interstatevägen I-40 och Route 66. Staden har även järnvägsförbindelse.